# Alfons von Czibulka

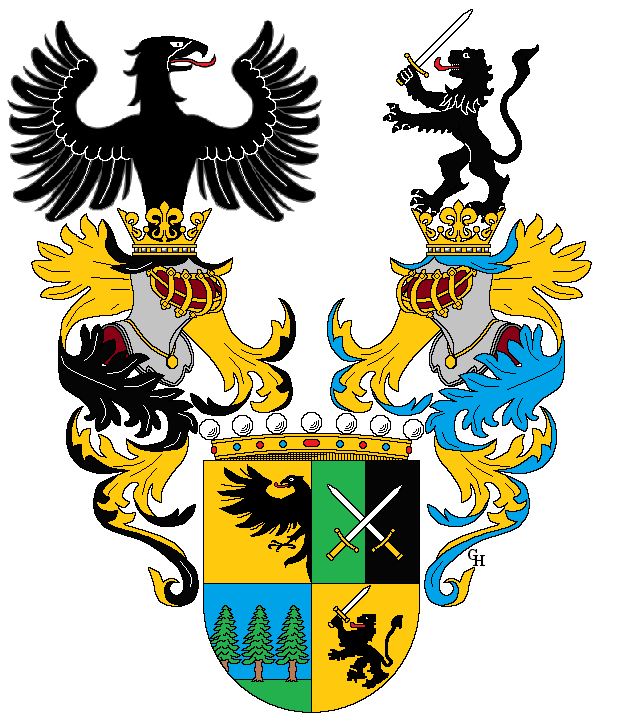
Erb Freiherr (sv. pán) von Czibulka (1882) – Gerd Hruška

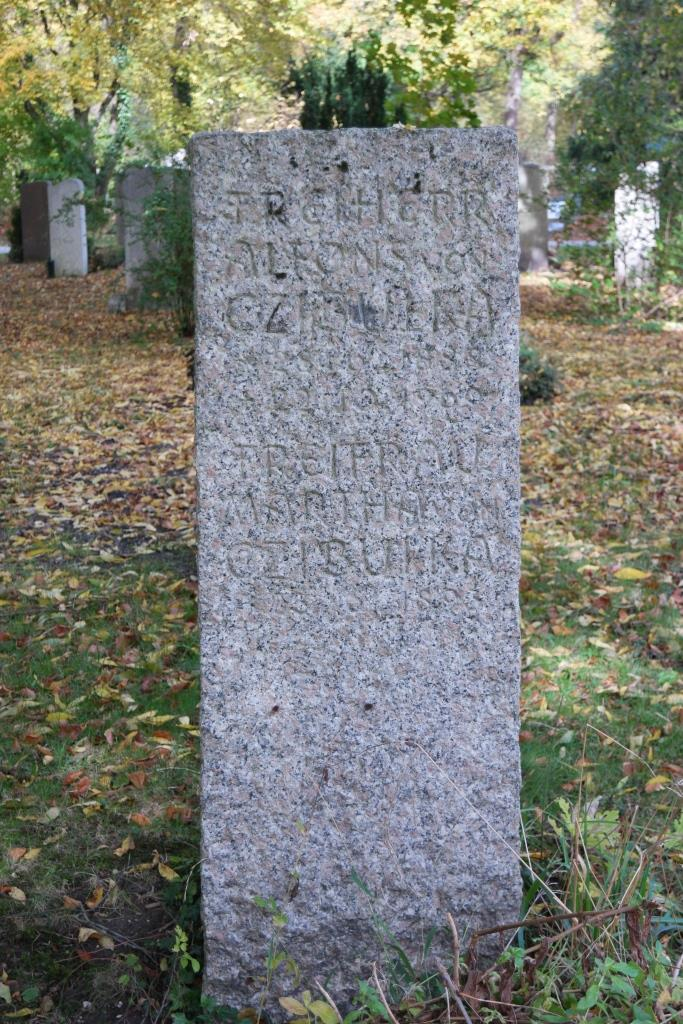
Hrob spisovatele a malíře rytíře Alfonse von Czibulka (1888-1969) na Westfriedhof v Mnichově

Alfons svobodný pán von Czibulka, nebo jen Alfons Cibulka, křtěný Alfons Hubert Eduard Leo (28. června 1888 zámek Ratboř u Kolína, Čechy – 22. října 1969 Mnichov) byl česko-rakouský spisovatel a malíř.

## Život
Czibulka se narodil jako syn generála Huberta von Czibulky a Marie Czeczinkarové von Birnitz (Praha 2.12.1851 - Praha 18.1.1890). Dětství prožil v posádkových městech Budapešti, Praze a Vídni. V letech 1907 - 1910 studoval na vojenské akademii ve Vídeňském Novém Městě, kterou opustil v hodnosti Leutnant.
V letech 1912 - 1916 studoval malířství ve Vratislavi.

## Dílo
- Die grossen Kapitäne (biografie, 1923)
- Prinz Eugen (biografie, 1927)
- Der Münz turm (román, 1936)
- Der Kerzlmacher von St. Stephan (román, 1937)
- Das Abschiedskonzert (román, 1944)
- Reich mir die Hand, mein Leben (román, 1956)

## Ocenění
- "Literaturpreis der Stadt München" (1938)